# Кадек Арел
Кадек Арел Приятна (исп. Kadek Arel Priyatna; род. 4 апреля 2005, Денпасар) — аргентинский футболист, защитник клуба «Бали Юнайтед» и сборной Индонезии.

## Клубная карьера
Воспитанник клуба «Бали Юнайтед». 7 марта 2023 года в матче против «Персита» он дебютировал в индонезийской Суперлиге.

## Международная карьера
В 2024 году в попал в заявку национальной команды для участие в Чемпионате АСЕАН. 9 декабря в матче против Мьянмы он дебютировал за сборную Индонезии. Также он принял участие в поединках против Лаоса, Вьетнама и Филиппин. В матче против лаосцев Кадек забил свой первый гол за национальную команду.
В 2025 году в составе молодёжной сборной Индонезии принял участие в молодёжном Кубке Азии в Китае. На турнире он сыграл в матчах против сборных Ирана, Узбекистана и Йемена.

### Голы за сборную Индонезии
| #   | Дата            | Место                         | Противник | Счёт | Результат | Соревнование         |
| --- | --------------- | ----------------------------- | --------- | ---- | --------- | -------------------- |
| 01. | 12 декабря 2024 | Манахан, Суракарта, Индонезия | Лаос      | 1:1  | 3:3       | Чемпионат АСЕАН 2024 |